# Mari-Rae Sopper
Mari-Rae Sopper (Inverness, Illinois; 19 de junio de 1966 - Condado de Arlington, Virginia; 11 de septiembre de 2001) fue una entrenadora de gimnasia y abogada del Cuerpo de la Abogacía General del Juez, ligada al ejército, estadounidense. Fue víctima de los atentados del 11 de septiembre como pasajera en el vuelo 77 de American Airlines secuestrado y chocado contra El Pentágono.

## Biografía
Nació en junio de 1966, hija de Marion y Bill Sopper, en la ciudad de Inverness, en el estado de Illinois. Asistió a la escuela secundaria William Fremd en Palatine (Illinois) y fue una gimnasta destacada.
Sopper se inscribió en la Universidad Estatal de Iowa y entró en su equipo de gimnasia femenina como estudiante de primer año. Se le otorgó una beca durante sus últimos tres años, que culminaron con el nombramiento de "Gimnasta más valiosa" en su último año. Se graduó en 1988 con una licenciatura en ciencias del ejercicio.
También asistió a la Universidad del Norte de Texas, donde se graduó con un máster en administración atlética en 1993. Obtuvo su doctorado en derecho en la Facultad de Derecho de la Universidad de Denver en 1996.
En 1996, Sopper se trasladó a Washington D. C. y comenzó a trabajar para el Cuerpo del Abogado General del Juez de la Marina de los Estados Unidos como teniente. Trabajó durante cuatro años en este campo antes de irse a Schmeltzer Aptaker & Shepard. Mientras trabajaba, Sopper continuó participando en la gimnasia y sirvió en el cuerpo técnico del equipo del club de gimnasia femenina de la Academia Naval de los Estados Unidos y en la Universidad George Washington.
Sopper fue nombrada entrenadora en jefe del equipo de gimnasia femenina UC Santa Barbara Gauchos, perteneciente a la Universidad de California en Santa Bárbara, el 31 de agosto de 2001. El club, unos días antes, el 10 de agosto, había anunciado la interrupción inmediata del programa, pero se volvió a ser instituido el 13 de agosto. A pesar de un recorte de sueldo de más del 70%, un salario de 98 000 como abogada para su nuevo salario de gimnasia femenina de 28 000, y con el revés aprobado también por parte de la directiva de la universitaria en un principio, Sopper accedió a aceptar el trabajo. Estaba a bordo del vuelo 77 de American Airlines en ruta al Aeropuerto Internacional de Los Ángeles para comenzar su nueva carrera; sin embargo, el avión fue secuestrado y estrellado deliberadamente contra El Pentágono en los atentados del 11 de septiembre, por el comando liderado por Hani Hanjour. Sus restos fueron recuperados e identificados posteriormente, siendo enterrados en el Cementerio Nacional de Arlington.

## Legado

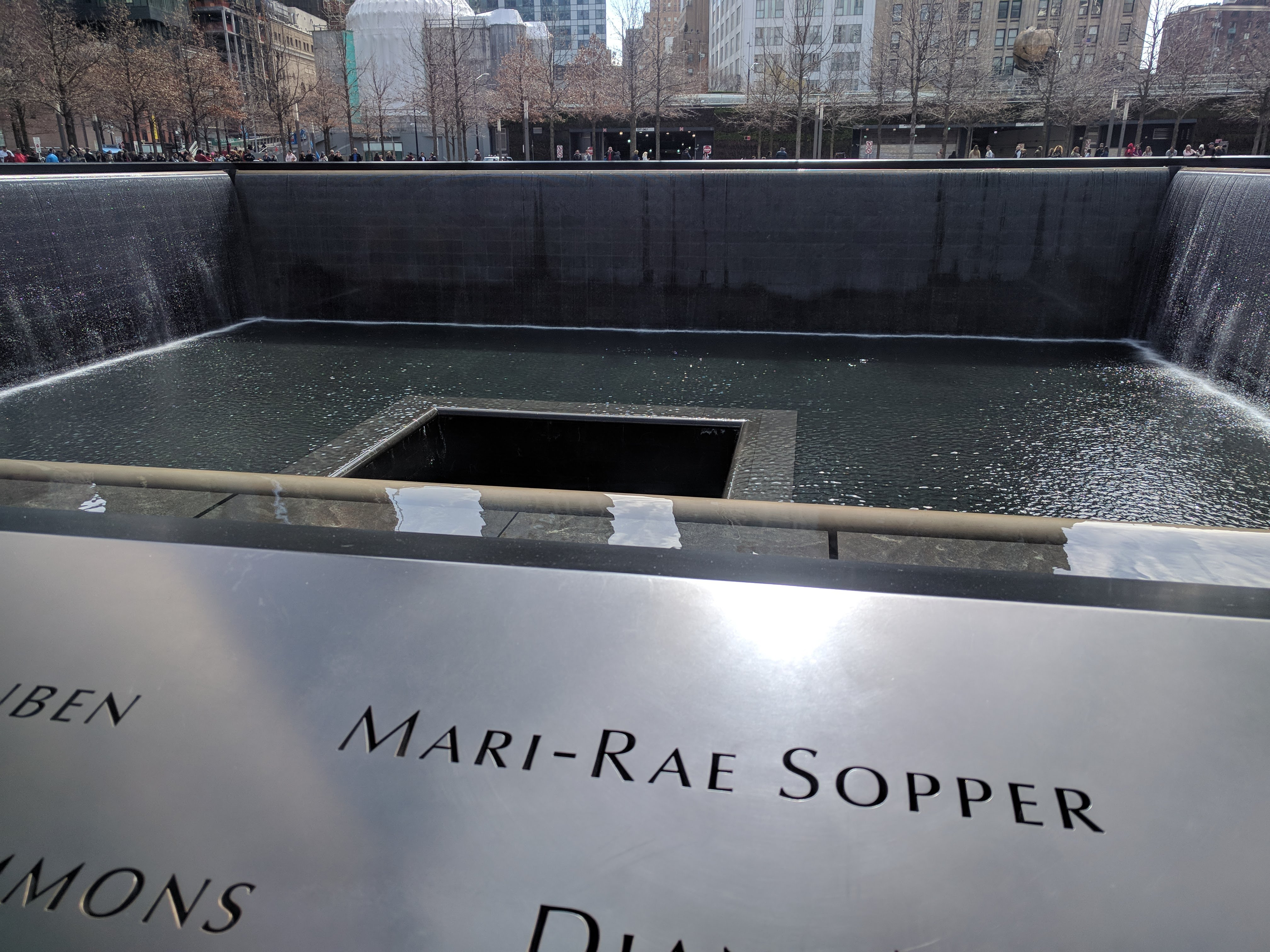
El nombre de Sopper, inscrito en el Memorial del 11 de septiembre en Nueva York.

El legado y recuerdo de Sopper se conmemoran de muchas maneras diferentes, y se presenta en el National September 11 Memorial & Museum de Manhattan, en Nueva York, y en el Pentagon Memorial, del Condado de Arlington, en Virginia. En la Universidad Estatal de Iowa, la institución presentó el "Premio al Desempeño Destacado de Mari-Rae Sopper" a un atleta de gimnasia después de cada encuentro en casa. La sala de conferencias del Cuerpo del Juez Abogado General dentro del Pentágono también recibió su nombre.
La Universidad de California en Santa Bárbara honró a Sopper al dedicar la temporada de gimnasia femenina 2002 en su honor. El equipo llevó a la madre y al padrastro de Sopper a un partido a expensas de la universidad.
El "Mari-Rae Sopper Gymnastics Memorial Fund" fue creado por su madre, Marion, con el objetivo inicial de salvar el programa de gimnasia de la UC Santa Barbara. El esfuerzo finalmente no tuvo éxito después de que la Universidad estableciera una meta de 4 millones de dólares, mientras que el Fondo ofreció 75 000 y la UCSB cortó el programa. El Fondo finalmente se destinó a ayudar a otros programas de gimnasia que lo necesitaban.